# Paris Live Session
Paris Live Session to minialbum brytyjskiej wokalistki Lily Allen. Został wydany 24 listopada 2009 roku przez wytwórnię Regal Recordings wyłącznie do kupienia w internetowym sklepie iTunes. Na albumie znalazło się pięć utworów w wersji live, pochodzących z dwóch pierwszych albumów studyjnych wokalistki.

## Lista utworów
1. Fuck You (Lily Allen, Greg Kurstin) – 3:53
2. 22 (Vingt-Deux) (duet) (Lily Allen, Greg Kurstin) – 3:58
3. The Fear (Lily Allen, Greg Kurstin) – 3:17
4. Littlest Things (Lily Allen, Herve Roy, Mark Ronson, Pierre Bachelet, Santi White) – 3:32
5. Everyone's at It (Lily Allen, Greg Kurstin) – 4:33